# ON THE STREET CORNER 2
『ON THE STREET CORNER 2』（オン・ザ・ストリート・コーナー ツー）は、1986年12月10日に発売された山下達郎通算2作目のア・カペラアルバム。2000年1月26日に再発されている。

## 解説
1980年12月にリリースされた前作『ON THE STREET CORNER』から6年ぶりとなる続編。本作収録曲も、もともとはステージで披露するために制作されたものが大部分を占めている。
山下によれば、一人多重録音によるア・カペラというのは考えてみれば非常に異様な発想だとし、集団で行う普通のコーラスの場合では起こりえない様々な制約が生じるという。かといって、それらの制約を完璧に取り除くことの出来るような完成されたシステムが確立されているわけでもないので、より高い合理性を目指しての試行錯誤と肉体的訓練の繰り返しが続いているという。
テクノロジーの進歩で繊細なテンポの設定が出来るようになり、前作『1』をリリースした頃には出来なかったフォー・フレッシュメン（The Four Freshmen）のような、より複雑なコーラス・スタイルも取り上げられ、『1』よりは幅広い印象を持つアルバムとなった。その結果、本作の選曲やア・カペラの音楽的スタイルの中には、必ずしも1950年代アメリカン・ストリート・コーナー・ミュージック、あるいはドゥーワップの範疇に含まれない作品もあり、“オン・ザ・ストリート・コーナー”というアルバム・タイトルが前作のような適切さを持ち得ているか少々不安な面もあるというが、最初にこのような「一人アカペラ」を思い立ったときに持っていた初心、いわば“ロックン・ロールへの忠誠心”とでもいったような感情にはいささかの変化もないという気持ちを表す意味で、前作のタイトルを引き継ぎ『ON THE STREET CORNER 2』としたという。

## アートワーク、パッケージ
ジャケット写真は『ON THE STREET CORNER 1 ('86 VERSION)』共々、コンサートツアー「PERFORMANCE '86」のステージセットに佇む山下の写真が使われている（本作ではカラー写真だが、『ON THE STREET CORNER 1 ('86 VERSION)』は写真がモノクロとなっているほか、ポーズが異なる）。

## 収録曲

### SIDE A
1. AMAPOLA  –  (2:23)
  - Joseph M.Lacalle & Albelt Gamse
  - © Edward B.Marks Music Company
2. TEN COMMANDMENTS OF LOVE  –  (3:35)
  - Marshal Paul
  - © Copyright 1958 by ARC MUSIC CORP.
  - Assinged to Rock'N'Roll music Company for Japan and Far East (Hong Kong, The Philippines, Taiwan, Korea, Malaysia, Singapore and Thailand)
  - All rights controlled by Shinko Music Publishing Co.,Ltd. Tokyo
  - Authorized for sale in Japan only
3. SO MUCH IN LOVE  –  (3:35)
  - William Jackson, George Williams & Roy Straigis
  - ©1963 ABKCO Music Inc.
  - 1963年にフィラデルフィア出身の黒人ヴォーカル・インストゥルメンタル・グループ、タイムス（The Tymes）の全米No.1ヒットで[注釈 3]、グループのトランペット奏者ジョージ・ウイリアムス（George Williams Jr.）がロイ・ストレイジス（Roy Straigis）と共作したもの。アカペラへのリアレンジが容易な曲なので、アカペラだけでも相当数のカヴァーが存在する。山下の場合も、ステージのアンコール前などにコーラスのメンバーと一緒に歌ったりしていたが、1982年に発売されたティモシー・B・シュミット（Timothy B. Schmit）のレコード解説に何故か“山下達郎もびっくりの一人多重コーラス”と書かれていたのに触発されて、一人アカペラとして作品化を思い立ったのだという。後にアサヒスーパーモルトのCMソングに採用されたのを受け、ヴォーカルのリレコーディングとリミックスによる“New Vocal Remix”としてシングル「君の声に恋してる」[注釈 4]のカップリングに収録された。
4. MAKE IT EASY ON YOURSELF  –  (2:35)
  - Teddy Randazzo, Bobby Weinstain & Sol Meshel
  - © POLYGRAM INT'L PUBL. INC.
  - SONGS OF POLYGRAM INTERNATIONAL INC.
5. MY MEMORIES OF YOU  –  (3:14)
  - Raoul Cita
  - © TENSON MUSIC CORP

### SIDE B
1. CHAPEL OF DREAMS  –  (2:51)
  - Billy Myles
  - ©1959 by *EMI LONGITUDE ⁄ SELBONN MUSIC INC.
  - *The rights for Japan assigned to FUJIPACIFIC MUSIC INC.
2. YOU MAKE ME FEEL BRAND NEW  –  (5:04)
  - Thom Bell & Linda Creed
  - ©1973 by MIGHTY THREE MUSIC
  - 1970年代、一世を風靡したフィラデルフィア・ブラック・ミュージックをケニー・ギャンブル & レオン・ハフ（Kenny Gamble–Leon A. Huff）の作家チームとともに、フィリー・サウンドを担ったトム・ベル（Thom Bell）がスタイリスティックス（The Stylistics）のために書いた作品「誓い」がオリジナル[注釈 5]。山下によれば1974年のビッグ・ヒットであるというだけでなく、ヴォーカル・グループと作曲家が生み出すアンサンブルの、ひとつの究極のような思いさえするという。この曲が好きゆえ相当に虫のいい話だといわれるかもしれないが、バリトンとファルセットという、タイプの異なる二人のリード・シンガーによる応答を、山下自身がひとり歌い分けている。後にシングル「踊ろよ、フィッシュ」[注釈 6]のカップリングに収録された。
3. I ONLY HAVE EYES FOR YOU  –  (3:30)
  - Al Dubin & Harry Warren
  - ©1934 by WARNER BROS.INC.
4. SILENT NIGHT  –  (1:09)
  - Franz Gruber & Josef Mohr ⁄ Arr. T.Tamashita
  - フォー・フレッシュメン（The Four Freshmen）に代表される、オープン・ヴォイシングによる男性4部コーラスを1人アカペラで行うという、山下にとって長年の夢が今回この曲でようやく実現し、最初の素材としてこの曲が選ばれた。オーストリアのチロル地方、オーベンドルフの教会オルガン奏者フランツ・グルーバー（Franz Grüber）によって1818年に作られた、賛美歌109番としても知られる曲。後にアルバム『SEASON'S GREETINGS』[注釈 7]にも収録された。
5. WHITE CHRISTMAS  –  (2:25)
  - Irving Berlin
  - © Copyright 1940 and 1942 by IRVING BERLIN
  - International Copyright Secured  All Rights Reserved
  - Rights for Japan controlled by Shinko Music Publishing Co.,Ltd.,Tokyo
  - Authorized for Japan only
  - 1942年のパラマウント映画『Holiday Inn』（邦題『スイング・ホテル』、1947年封切）の中で、ビング・クロスビー（Bing Crosby）によって歌われ、その年のアカデミー主題歌賞を受賞。さらにビング・クロスビーのレコードは史上最も売れたレコードとしての記録を保持し続けている。シングル「クリスマス・イブ」[注釈 8]のカップリングに収録され、後に『SEASON'S GREETINGS』[注釈 7]にも収録された[注釈 9]。

### クレジット
- PRODUCED AND ARRANGED BY TATSURO YAMASHITA for SMILE CO.
- ALL VOICES, INSTRUMENTS & EFFECTS BY TATSURO YAMASHITA
  - except ; MARIYA TAKEUCHI : Narration on “Ten Commandments Of Love”
  - CINDY : High part on “Make It Easy On Yourself”
- Exective Producer : RYUZO “JUNIOR” KOSUGI
- Recording Engineers : TAMOTSU YOSHIDA, MASATO OHMORI, YASUO SATOH & AKIRA FUKADA
- Mixing Engineer : TAMOTSU YOSHIDA
- Assistant Engineers : TATSUYA NAKAMURA, JUNJI MATSUO & YUKIHIRO FUKUDA
- Disk Mastering Engineer : MITSURU “TEPPEI” KASAI
- Recording Studios : SMILE GARAGE, CBS SONY ROPPONGI & ONKIO HAUS
- Mixed at CBS SONY ROPPONGI B
- Mastering Studio : CBS SONY SHINANOMACHI
- Recording Co-ordinator : SHIN KATAYAMA
- Art Direction & Cover Design : KENICHI HANADA
- Cover Photo : MASASHI KUWAMOTO
- Stage Design : SHINTARO SAIKI
- Lighting : YOSHI TOYA
- Tour Co-ordinator : HIROYUKI HAGIWARA (SōGō)
- Special Thanks to Marjorie Dewey for translating the liner notes
- Also Many thanks to Mariya for her guidance in English pronunciation
- Thanks to the entire staff of MOON RECORDS
- CINDY by the Courtesy of Kitty Artist

## WPCV-10031

### 解説
『ON THE STREET CORNER 3』リリースにあわせ、デジタル・リマスターおよび、ボーナス・トラック追加での再発。ボーナス・トラックは通常、アルバムの最後に収録されるが、最後の曲は「WHITE CHRISTMAS」のままにしておきたいという山下の意向で、オリジナル・アナログ盤のA面とB面の間に収録された。

### プロモーション、マーケティング
“オンスト”シリーズ3タイトルのリリースにあわせ、本作および、アルバム『ON THE STREET CORNER 3』とリマスター盤『ON THE STREET CORNER 1』3枚のタスキ帯のロゴマークを3枚集めて応募すると、全員にスペシャル・ボーナスCDおよび、アナログ盤（1,2,3同様の重量盤仕様）『ON THE STREET CORNER 0』（収録曲は、CDとアナログ盤とで異なる）がプレゼントされる“「1+2+3=0」キャンペーン”が実施された。

### 収録曲
1. AMAPOLA    アマポーラ  –  (3:25)[1]
  - JOSEPH M. LACALLE - ALBERT GAMSE
  - © Edward B. Marks Music Company
2. TEN COMMANDMENTS OF LOVE    恋の十戒  –  (3:38)[1]
  - MARSHAL PAUL
  - © Copyright 1958 by ARC MUSIC CORP.
  - Assigned to Rock'N'Roll music Company for Japan and Far East (Hong Kong,
  - The Philippines, Taiwan, Korea, Malaysia, Singapore and Thailand)
  - All rights controlled by Shinko Music Publishing Co.,Ltd., Tokyo
  - Authorized for sale in Japan only
3. SO MUCH IN LOVE    ソー・マッチ・イン・ラブ  –  (2:25)[1]
  - WILLIAM JACKSON - GEORGE WILLIAMS - ROY STRAIGIS
  - ©1963 ABKCO Music Inc.
4. MAKE IT EASY ON YOURSELF    メイク・イット・イージー・オン・ユア・セルフ  –  (2:37)[1]
  - TEDDY RANDAZZO - BOBBY WEINSTEIN - SOL MESHEL
  - ©POLYGRAM INT'L PUBL. INC.
  - SONGS OF POLYGRAM INTERNATIONAL INC
5. MY MEMORIES OF YOU    マイ・メモリーズ・オブ・ユー  –  (3:16)[1]
  - RAOUL CITA
  - © TENSON MUSIC CORP
6. HEAVY MAKES YOU HAPPY [Bonus Track]    ヘヴィ・メイクス・ユー・ハッピー [ボーナス・トラック]  –  (3:02)[1]
  - JEFF BARRY - BOBBY BLOOM
  - ©1971 by EMI/UNART CATALOG INC.
  - 1986年にレコーディングされ、その時ミックスされたテイク。ステイプル・シンガーズ（The Staple Singers）の1970年のヒット曲だが、山下のヴァージョンは作曲者であるソング・ライター、ボビー・ブルーム（Bobby Bloom）のソロ・アルバムでのアレンジが土台になっている。
7. WILL YOU LOVE ME TOMORROW [Bonus Track]    ウィル・ユー・ラブ・ミー・トゥモロー [ボーナス・トラック]  –  (3:23)[1]
  - CAROLE KING - GERRY GOFFIN
  - ©Screen Gems-EMI Music Inc.
  - 1960年にシレルズ（The Shirelles）によって歌われた曲が[注釈 11]、1971年にキャロル・キング（Carole King）自身のアルバム『つづれおり』[注釈 12]へと引き継がれたことで、ティーン・エイジ・ラブ・ソングに新たな意味が加えられ、哲学的な崇高さが加味された曲としてキャロル・キング & ジェリー・ゴフィン（Carole King-Gerry Goffin）の最高傑作のひとつというだけでなく、ロックン・ロールにとって最も価値ある一作に感じられるという。
8. CHAPEL OF DREAMS    チャペル・オブ・ドリームス  –  (2:54)[1]
  - BILLY MYLES
  - ©1959 by *EMI LONGITUDE / SELBONN MUSIC INC.
  - *The rights for Japan assigned to FUJIPACIFIC MUSIC INC.
9. YOU MAKE ME FEEL BRAND NEW    誓い  –  (5:06)[1]
  - THOM BELL - LINDA CREED
  - ©1973 by MIGHTY THREE MUSIC
10. I ONLY HAVE EYES FOR YOU    瞳は君ゆえに  –  (3:34)[1]
  - AL DUBIN - HARRY WARREN
  - ©1934 by WARNER BROS.INC.
11. SILENT NIGHT    きよしこの夜  –  (1:09)[1]
FRANZ GRUBER - JOSEF MOHR / ARR. TATS YAMASHITA
12. WHITE CHRISTMAS    ホワイト・クリスマス  –  (2:27)[1]
  - IRVING BERLIN
  - ©Copyright 1940 and 1942 by IRVING BERLIN
  - International Copyright Secured All Rights Reserved
  - Rights for Japan controlled by Shinko Music Publishing Co.,Ltd., Tokyo
  - Authorized for sale in Japan only

### クレジット
- PRODUCED and ARRANGED by TATSURO YAMASHITA for TENDABERRY MUSIC INC.
- Exective Producer : RYUZO “JUNIOR” KOSUGI (Smile Group)
- All Voices, Instruments & Effects by TATSURO YAMASHITA
  - except ; MARIYA TAKEUCHI : Narration on “Ten Commandments Of Love”
  - CINDY : High part on “Make It Easy On Yourself”
- Recording Engineers : TAMOTSU YOSHIDA, TATSUYA NAKAMURA, MASATO OHMORI & AKIRA FUKADA
- Mixing Engineer : TAMOTSU YOSHIDA
- Assistant Engineers : TATSUYA NAKAMURA, JUNJI MATSUO & YUKIHIRO FUKUDA
- Recording Studios : SMILE GARAGE, CBS SONY ROPPONGI, ONKIO HAUS & PLANET KINGDOM
- Mixed at CBS SONY ROPPONGI B & PLANET KINGDOM
- CD Mastering Engineer : MITSUHARU HARADA (Disc Lab)
- Mastering Studio : ON AIR AZABU
- A&R Co-ordinator : HIROYUKI IKEDA (WMJ)
- Artist Management : MITSUHIRO TAMURA (Smile Company)
- Assistant Management : TETSUYA FUJINO (Smile Company)
- Copyrights Management : MASAHARU NOJIMA (Smile Publishers)
- Art Direction & Cover Design : SHUSAKU HARIMA, NAHOKO WASHIO (Tohokushinsha Film Co.)
- Production Co-ordinator : KUNIKO OGINO (Tohokushinsha Film Co.)
- Cover Photos : Arizona Gorô
- Inner Photos : Izima Kaoru
- Special Thanks to MARJORIE CHIBA for translating the liner notes
- Also Many thanks to MARIYA for her guidance in English pronunciation
- Many thanks to HAYATO KURATOMI
- This album was previously released in 1986 on MOON 30XM-26

## リリース日一覧
| 地域 | タイトル               | リリース日                      | レーベル                                       | 規格           | 品番                                      | 備考                                                      |
| ---- | ---------------------- | ------------------------------- | ---------------------------------------------- | -------------- | ----------------------------------------- | --------------------------------------------------------- |
| 日本 | ON THE STREET CORNER 2 | 1986年12月10日                  | MOON ⁄ ALFA MOON                               | - LP - CT - CD | - MOON-25004 - MOCT-25004                 | 全10曲。                                                  |
| 日本 | ON THE STREET CORNER 2 | - 2000年1月26日 - 2000年2月25日 | - MOON ⁄ WARNER MUSIC JAPAN - MOON ⁄ SHINSEIDO | - CD - LP      | - WPCV-10031 - WQJV-102【完全生産限定盤】 | ボーナス・トラック2曲追加、デジタル・ニュー・リマスター。 |